# Bahnhof Strausberg
Der Bahnhof Strausberg, inoffiziell und für den Bahnhof der Strausberger Eisenbahn auch Bahnhof Strausberg Vorstadt, liegt an der Preußischen Ostbahn. Er befindet sich im südlichen Stadtgebiet von Strausberg, wird von Regionalzügen und der Linie S5 der S-Bahn Berlin angefahren und liegt im Tarifbereich C des Tarifgebiets Berlin des Verkehrsverbunds Berlin-Brandenburg (VBB).

## Lage
Der Bahnhof liegt in West-Ost-Richtung, in flachem Gelände, mehrere Kilometer südlich des Stadtkerns im Strausberger Ortsteil Vorstadt.
Das Gelände um den Bahnhof ist ein Verkehrsknotenpunkt von Straßenbahn, Bus, Berliner S-Bahn und Regionalbahn.

## Geschichte

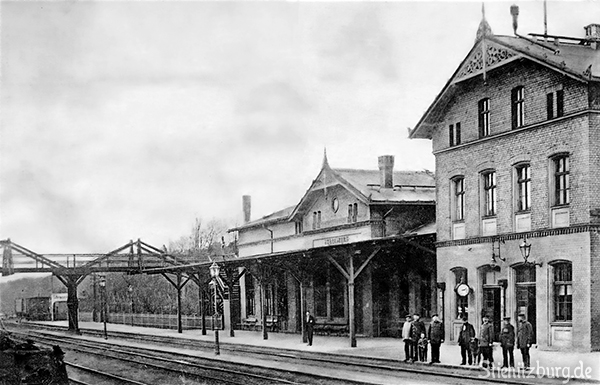
Gleisseite des Empfangsgebäudes, 1903

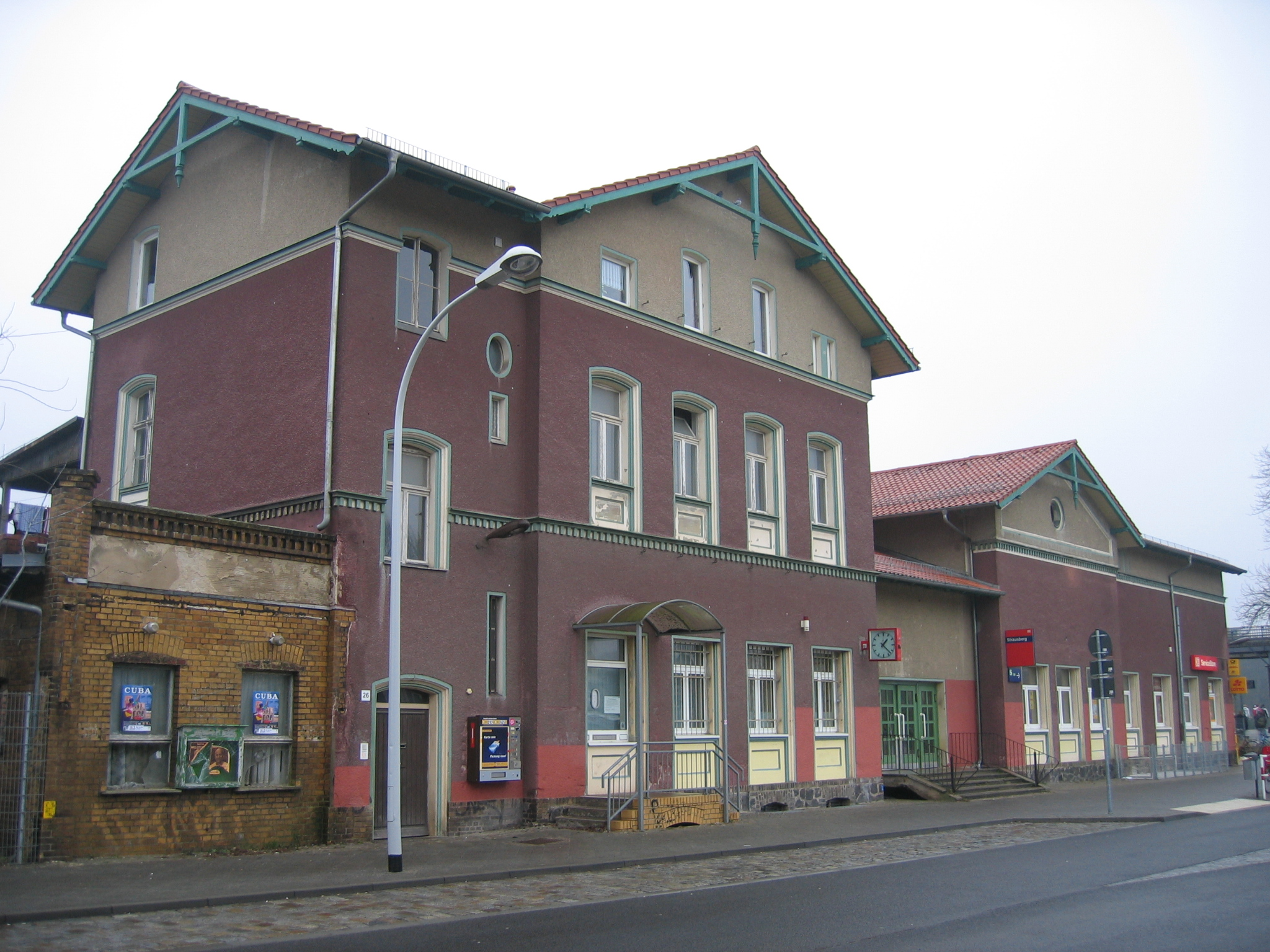
Straßenseite des Empfangsgebäudes, 2008

Der Abschnitt von Berlin nach Küstrin der Preußischen Ostbahn wurde 1867 eröffnet, verlief aber mehrere Kilometer südlich der Stadt. Strausberg erhielt einen Bahnhof mit gemauertem Empfangsgebäude und zwei Seitenbahnsteigen, um das Gelände entwickelte sich der Ortsteil Vorstadt.
Die etwa sechs Kilometer lange Verbindung mit dem Stadtzentrum wurde ab 1893 von der Strausberger Eisenbahn geschaffen. Deren Züge begannen und endeten am Kleinbahnhof nahe dem Bahnhofsvorplatz, von dort existierte eine Gleisverbindung zur Staatsbahn. Am 20. September 1896 ging südlich der Gleisanlagen der Staatsbahn der Bahnhof der Strausberg-Herzfelder Kleinbahn in Betrieb. Er hatte Weichenverbindungen zu Staatsbahn, mit der er sich die Ladestraße teilte, und wies neben umfangreichem Güterverkehr bis 1962 auch Personenverkehr auf. 1967 wurde die Strecke von Strausberg nach Herzfelde stillgelegt.
1924 entstand westlich des Bahnhofsgebäudes ein überdachter Mittelbahnsteig, die Vorortzüge aus Berlin endeten dort auf dem nördlichen Gleis. Während die bis dato existierenden Gleise von Gleis 1 am Hausbahnsteig ausgehend nach Süden hin durchnummeriert waren, erhielten die neuen Gleise die Nummern 9 und 8.
Vom Ende des Zweiten Weltkriegs bis September 1945 war der Verkehr an allen Bahnsteiggleisen unterbrochen. 1948 wurde die Strecke mit seitlicher Stromschiene elektrifiziert, der Bahnhof wurde am 31. Oktober jenes Jahres zu einem der Endbahnhöfe der elektrisch betriebenen Berliner S-Bahn.
Aus militärischen Gründen wurde 1955 die Bahnstrecke Strausberg–Strausberg Nord eröffnet. Sie fädelt westlich des Hausbahnsteigs aus der Fernstrecke aus und diente vorrangig dem Güterverkehr. Der Personenverkehr wurde im Anschluss an die Züge aus Berlin ab dem Bahnhof Strausberg zunächst mit Dieseltriebwagen durchgeführt. Im darauf folgenden Jahr wurde diese Strecke ebenfalls elektrifiziert, am 3. Juni 1956 fuhr erstmals ein planmäßiger S-Bahn-Zug vom Bahnhof Strausberg nach Strausberg Nord.
Der Bahnsteig in Richtung Küstrin wurde im Zuge der Weiterführung der S-Bahn aufgegeben, das südliche Vorortgleis mit dem Hauptgleis Richtung Berlin verknüpft. Zwölf Jahre lang pendelten S-Bahn-Züge auf der Neubaustrecke, im Bahnhof Strausberg musste nach wie vor umgestiegen werden. Am 26. Mai 1968 fuhr erstmals ein durchgehender Zug im regulären Fahrgastverkehr von Berlin bis Strausberg Nord.
Aufgrund seiner Nähe zur Barnim-Kaserne und damit zu den dort stationierten Luftwaffenausbildungskompanien war der Bahnhof auch ein wichtiger Knotenpunkt für die Bundeswehr. Alle drei Monate kamen hier bis zu 900 neue Wehrpflichtige an und legten dann nur noch den kurzen Weg über die Überführung der Gleisanlage zur Kaserne zurück, um ihren Dienst an der Waffe anzutreten. Dies endet mit der Aussetzung der Wehrpflicht und der Auflösung der in der Barnim-Kaserne stationierten Einheiten im Jahre 2012.
Ende der 1990er Jahre wurde die Überdachung des S-Bahnsteigs abgerissen und durch vier gläserne Wartehallen ersetzt. Die Gleisverbindung zur Strausberger Eisenbahn wurde mittlerweile entfernt.

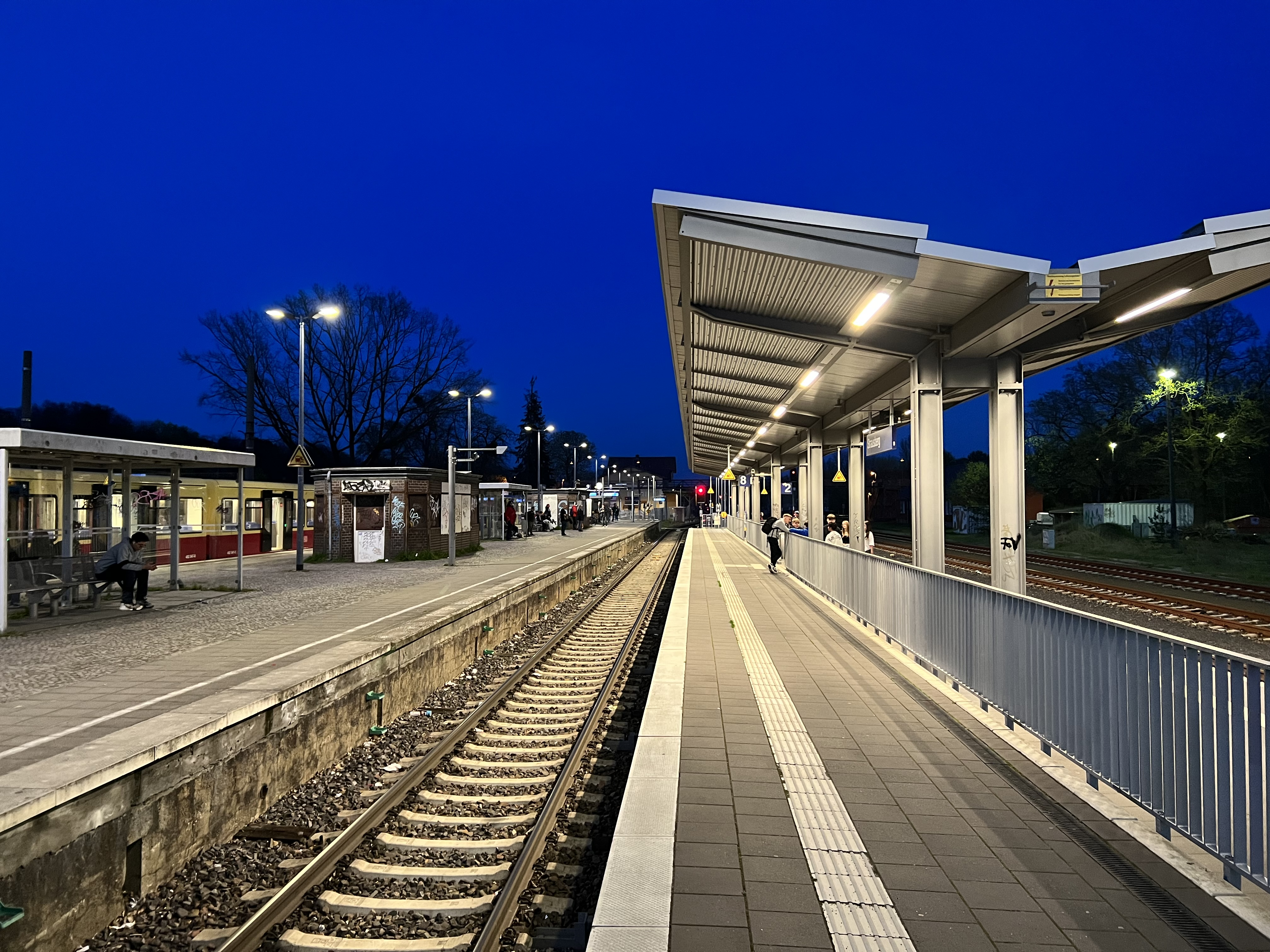
Bahnhof Strausberg nach dem Umbau mit dem neuen Regionalbahnsteig (rechts)

Ende 2015 wurde die nach Strausberg Nord führende S-Bahn-Strecke um einen zweigleisigen Begegnungsabschnitt erweitert. Hierdurch wurde es möglich, statt vormals alle 40 Minuten nun im 20-Minuten-Takt nach Strausberg Nord zu fahren. Außerhalb der Hauptverkehrszeiten bleibt es beim 40-Minuten-Abstand. 8,5 Millionen Euro hat das Land Brandenburg hierfür investiert.
Zur Erhöhung der Durchlässigkeit bei der S-Bahn und der Fahrplanstabilität auch bei der Regionalbahn wurden die Gleis- und Bahnsteiganlagen im Jahr 2017 umfangreich umgebaut. Etwa 70 % der Gleisanlagen wurden erneuert und nicht mehr benötigte Gleise und Weichen zurückgebaut. S-Bahn und Regionalbahn, die sich zuvor das Gleis 1 am Hausbahnsteig teilen mussten, wurden entflochten. Hierfür entstand für die Regionalbahnen ein neuer Bahnsteig parallel zum vorhandenen S-Bahnsteig. Die Güterzug-Überholgleise wurden in westlicher Richtung um ca. 200 Meter verlängert.
Der Regionalbahnsteig wurde als Kombi-Bahnsteig für Regional- und S-Bahnen gestaltet, der Ende September 2017 in Betrieb ging. Dort halten die Regionalzüge auf der Südseite (Gleis 2, Bahnsteighöhe 55 cm), die Nordseite mit 96 cm hoher Bahnsteigkante liegt am vorhandenen S-Bahn-Gleis 8. Somit entstand für die S-Bahn eine Art Spanische Lösung mit Ein- und Ausstiegsmöglichkeiten auf beiden Seiten. Zwischen S-Bahn und Regionalbahn kann nun am selben Bahnsteig über Rampen und Treppen umgestiegen werden. Der schrankengesicherte Zugang zu diesem Bahnsteig erfolgt an dessen östlichem Ende. Die Kante des vorhandenen S-Bahnsteigs musste infolgedessen in westliche Richtung um mehrere Meter verlängert werden. Der bisher von den Regionalzügen genutzte Hausbahnsteig am Gleis 1 wurde östlich des Empfangsgebäudes im Rahmen der Baumaßnahmen abgerissen.
Die umgebauten Gleisanlagen gingen im November 2018 endgültig in Betrieb. Seitdem ist der S-Bahnhof Strausberg an das elektronische Stellwerk Strausberg angeschlossen, welches bisher ausschließlich den Bereich Hegermühle steuerte. Der Bedienplatz des Fahrdienstleiters befindet sich bis zur Erweiterung der Betriebszentrale Halensee im Gebäude des ehem. Stellwerks B2. Außerdem ist der Bahnhof nun mit dem Zugbeeinflussungssystem S-Bahn Berlin (ZBS) ausgerüstet.
Seit Juli 2024 steht auf dem Bahnhofsvorplatz ein Denkmal für den 1993 von Neonazis getöteten Obdachlosen Hans-Georg Jakobson.

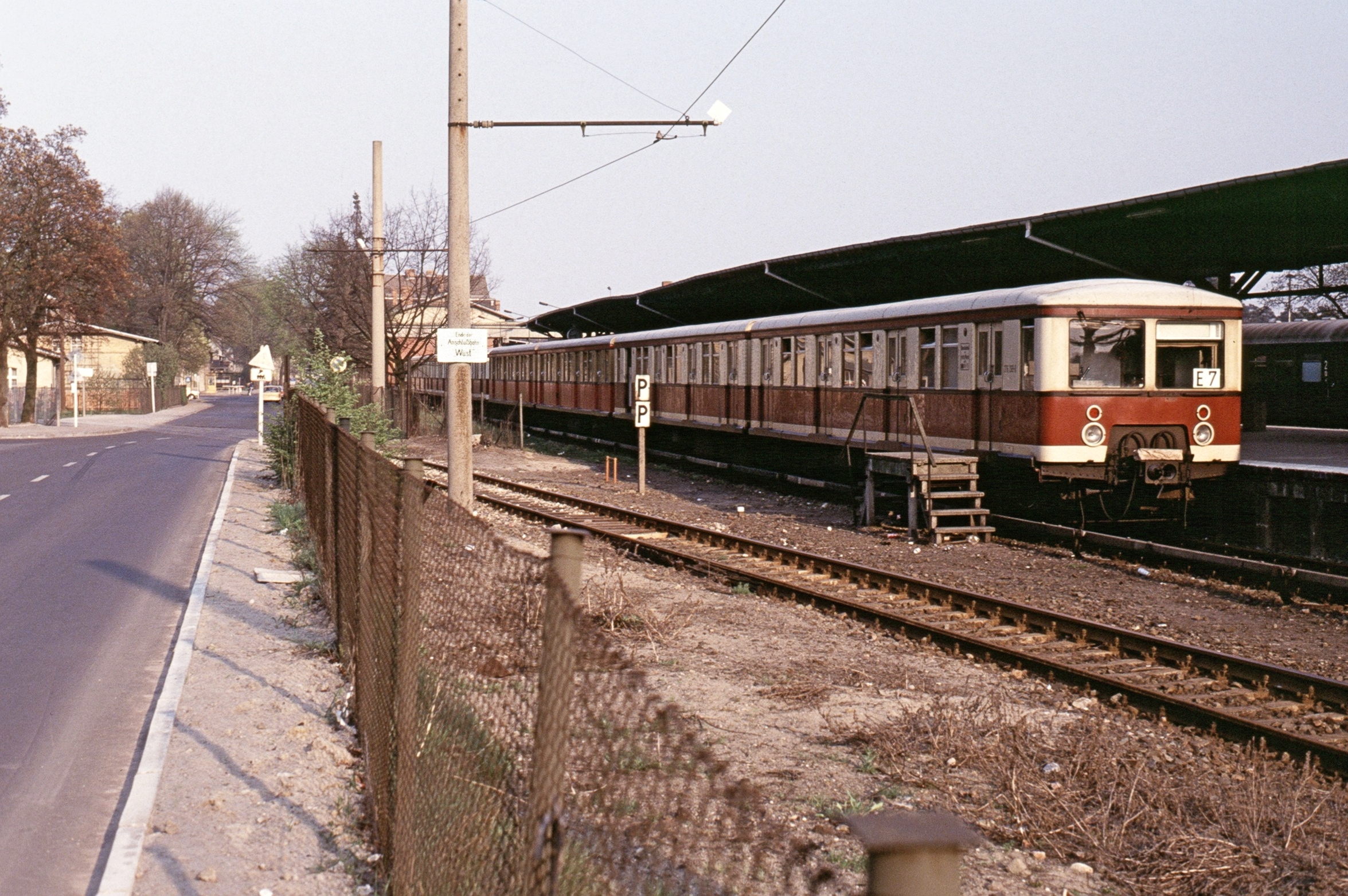
S-Bahnsteig mit Zug der Baureihe 276 auf Gleis 9 und Übergabegleis zur Strausberger Eisenbahn, 1991
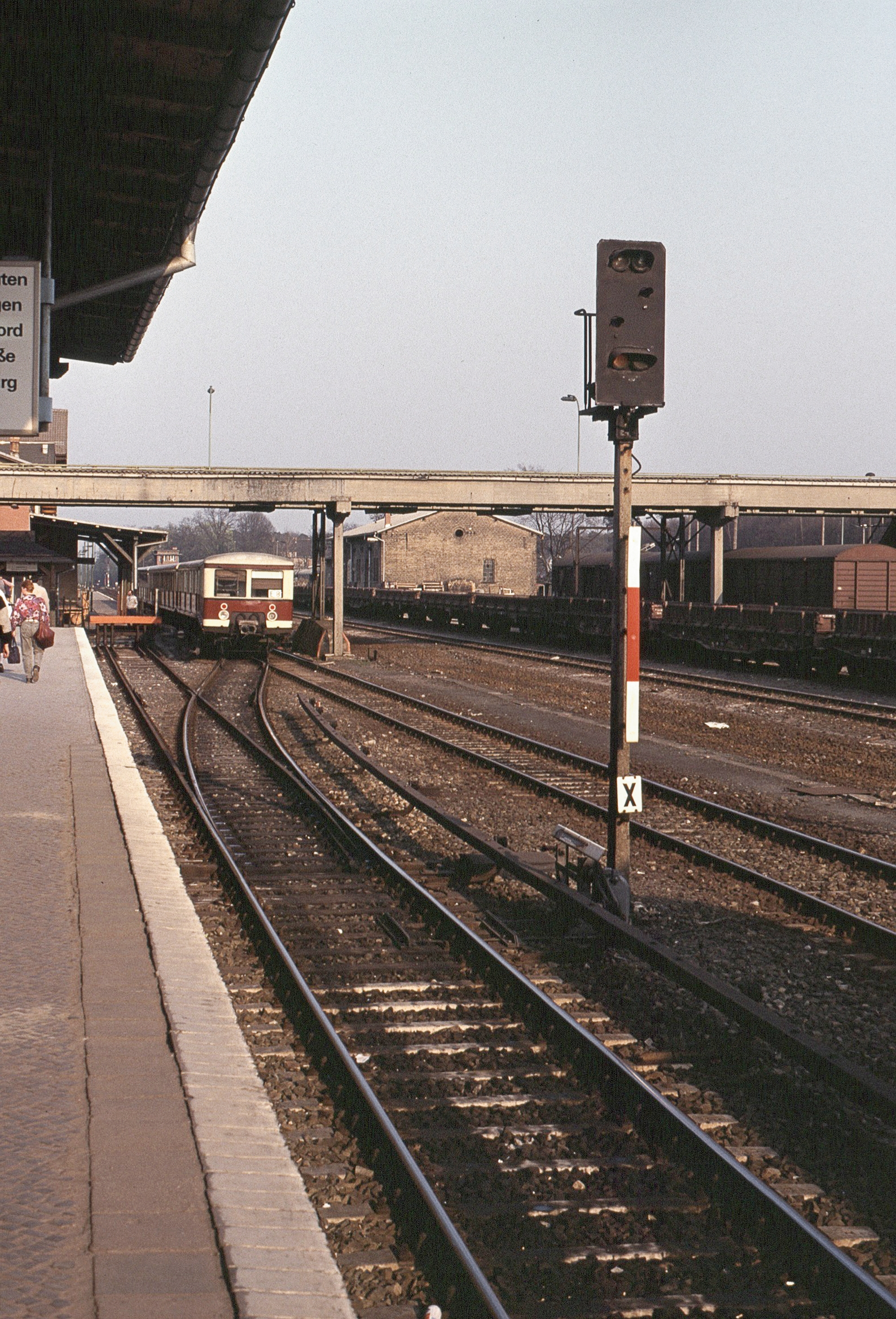
Ein Zug nach Strausberg Nord hat soeben die Weichenverbindung vom S-Bahnhof zum Fernbahngleis 1 passiert, 1991
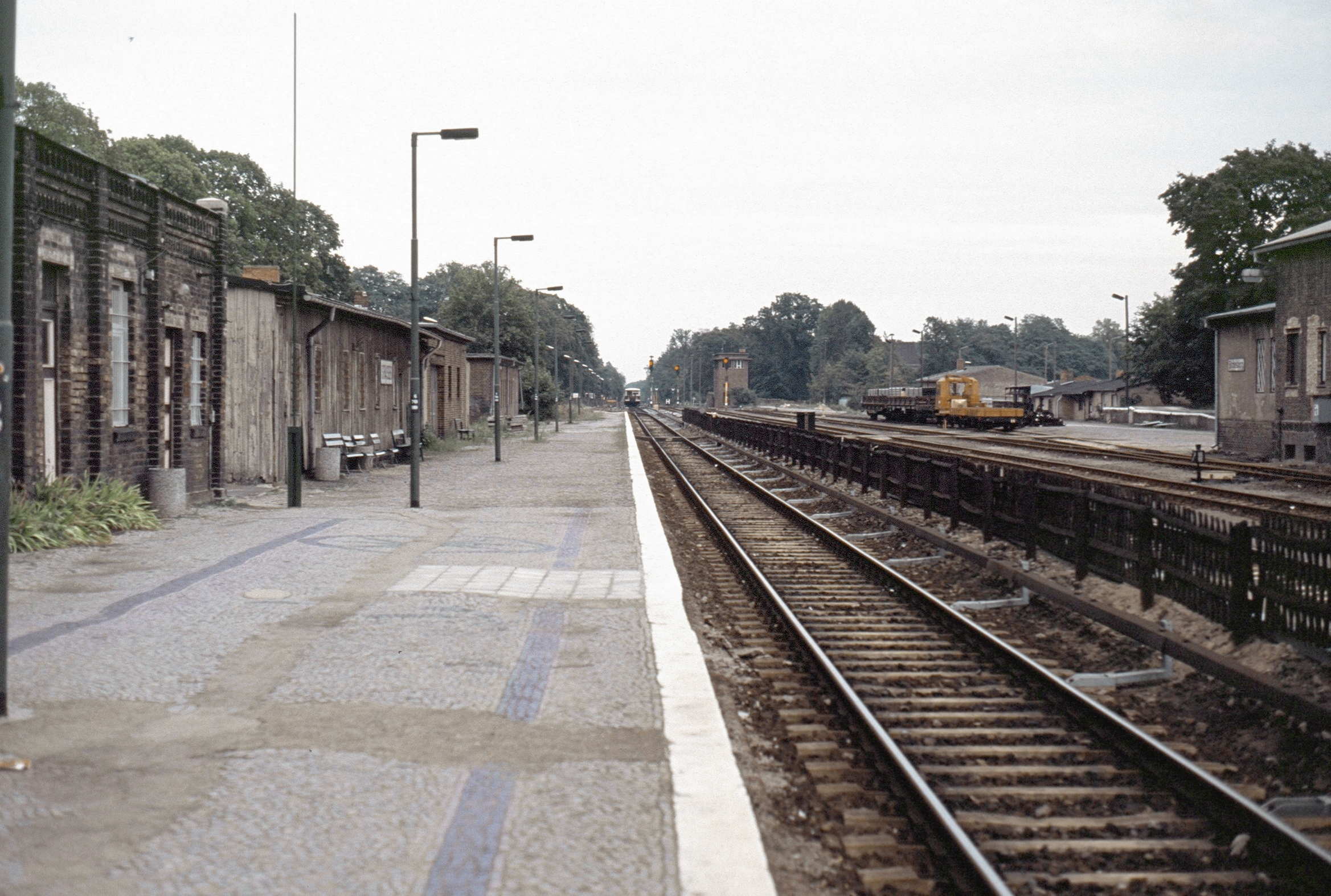
Hausbahnsteig und Gleis 1 mit einfahrender S-Bahn aus Strausberg Nord, 1992
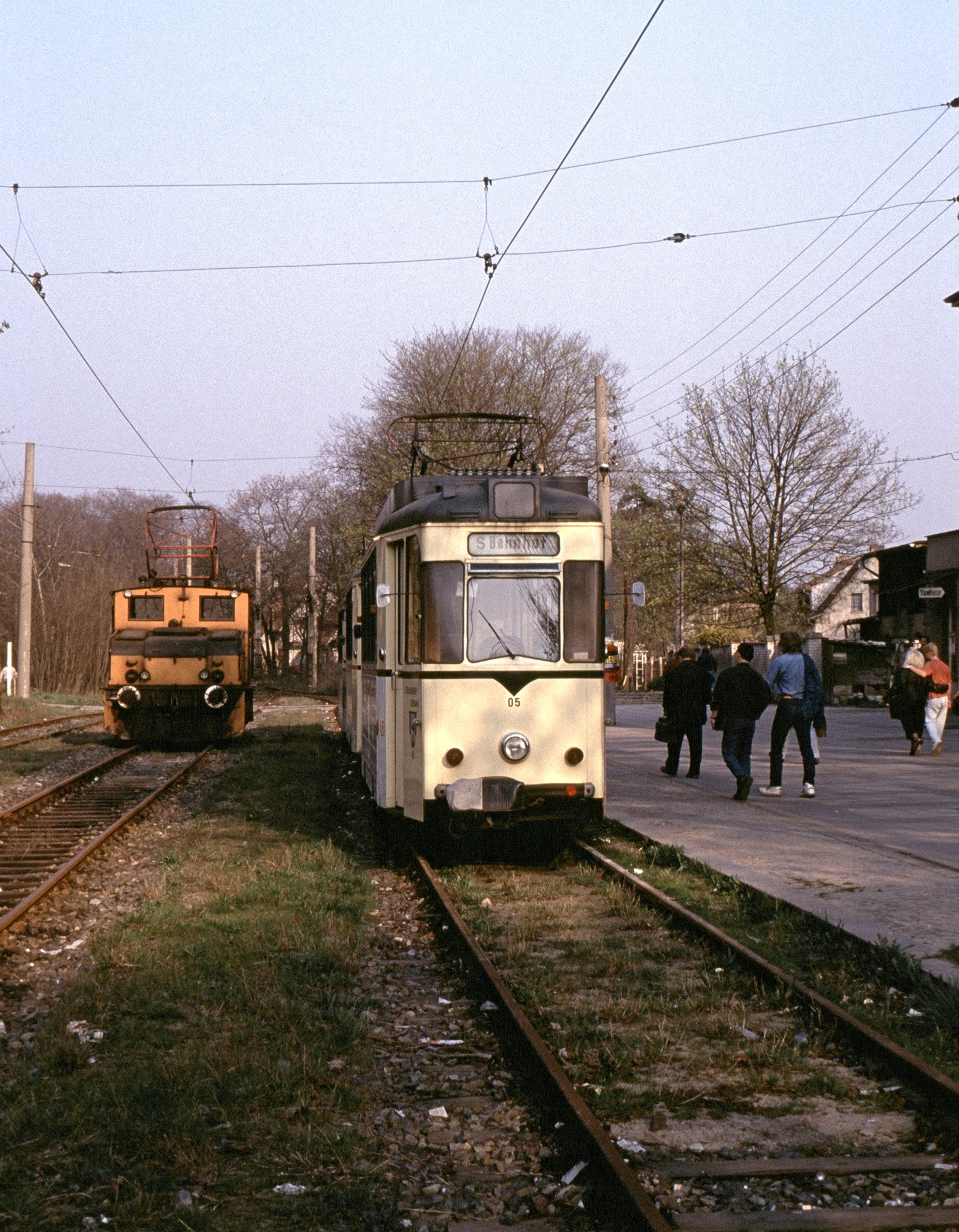
Straßenbahntriebwagen Tw 05 und Lok 15 an der Endstelle der Strausberger Eisenbahn, 1991

## Anbindung
| Linie                    | Verlauf | Betreiber                | Takt   |
| ------------------------ | --- | ------------------------ | ------ |
| RB 26                    | Berlin Ostkreuz – Berlin-Lichtenberg – Berlin-Mahlsdorf – Strausberg – Müncheberg (Mark) – Seelow-Gusow – Werbig – Küstrin-Kietz – Kostrzyn (– Gorzów Wielkopolski – Krzyż Wielkopolski) | Niederbarnimer Eisenbahn | 60 min |
|                          | Westkreuz – Charlottenburg – Savignyplatz – Zoologischer Garten – Tiergarten – Bellevue – Hauptbahnhof – Friedrichstraße – Hackescher Markt – Alexanderplatz – Jannowitzbrücke – Ostbahnhof – Warschauer Straße – Ostkreuz – Nöldnerplatz – Lichtenberg – Friedrichsfelde Ost – Biesdorf – Wuhletal – Kaulsdorf – Mahlsdorf – Birkenstein – Hoppegarten – Neuenhagen – Fredersdorf – Petershagen Nord – Strausberg – Hegermühle – Strausberg Stadt – Strausberg Nord | S-Bahn Berlin            | 20 min |
| Stand: 12. Dezember 2021 | |                          |        |

Die S-Bahnen der Linie S5 fahren den Bahnhof im 20-Minuten-Takt an, bis Dezember 2015 endete jeder zweite Zug auf dem nördlichen Gleis am S-Bahnsteig. Die durchgehenden Züge nach Strausberg Nord halten am südlichen Gleis. Sie wechseln dann auf das Gleis 1 und passieren den Hausbahnsteig ohne Halt.
In fußläufiger Entfernung befindet sich die Straßenbahnendhaltestelle der Strausberger Eisenbahn (Linie 89 im Tarifbereich C des Tarifgebiets Berlin).